# برنامج إرلنغن

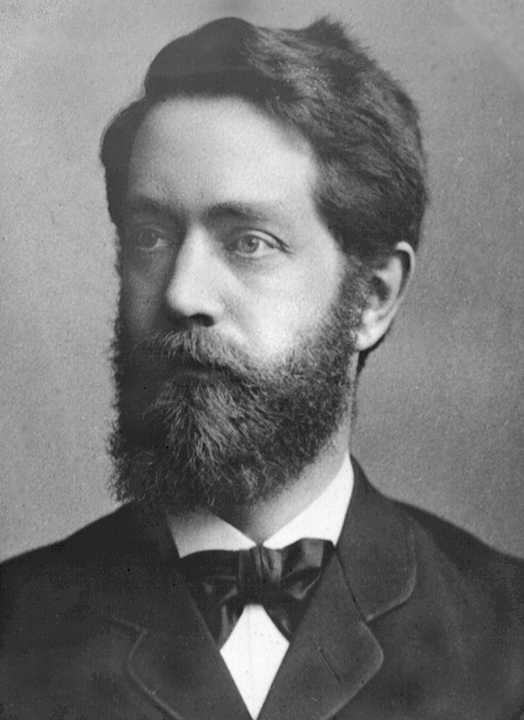

نشر فيليكس كلاين في عام 1872 عملا مهما تحت عنوان مقارنة وجهات النظر حول الأبحاث الهندسية الجديدة (Vergleichende Betrachtungen über neuere geometrische Forschungen). بما أن كلاين كان آنذاك موجودا في إرلنغن، فلقد سمي هذا العمل ببرنامج ارلنغن.

## معضلات الهندسة في القرن الرياضية التسع عشر
هل هناك هندسة واحدة أم العديد من الهندسات ؟ منذ اقليدس، عنت الهندسة دائما الهندسة في الفضاء الإقليدي لبُعدين اثنين (الهندسة المستوية).